# Square de la Guyenne
Le square de la Guyenne est une voie du 20e arrondissement de Paris, en France.

## Situation et accès
Le square de la Guyenne est une voie située dans le 20e arrondissement de Paris. Il débute au 82, boulevard Davout et se termine au 6-10, rue Mendelssohn.

## Origine du nom

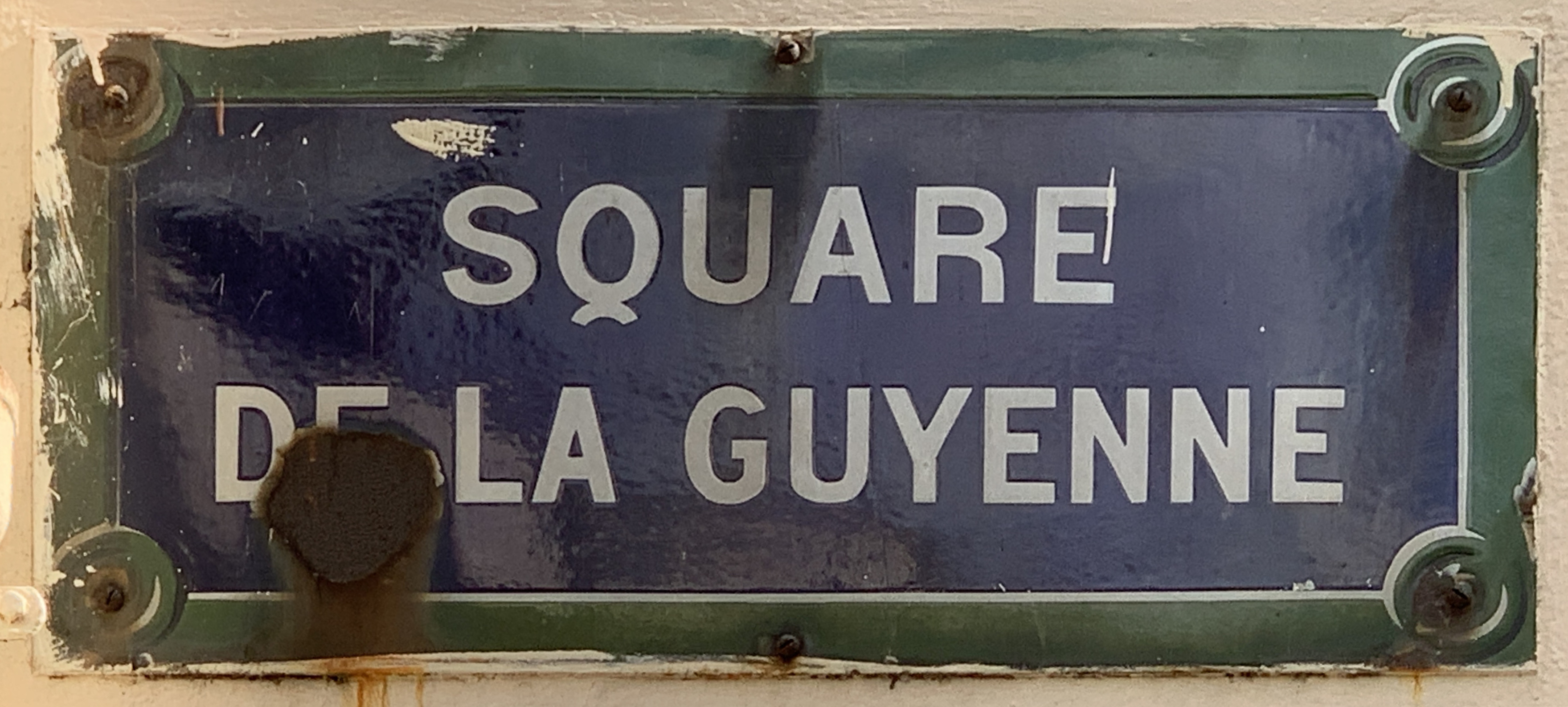
Plaque de la voie.

Le square porte le nom de l'ancienne province française de la Guyenne.

## Historique
La voie a été ouverte et a pris sa dénomination actuelle en 1932 sur l'emplacement du bastion no 12 de l'enceinte de Thiers.